# Зонтичная моль
Зонтичная моль, или морковная моль, или укропная моль, или анисовая моль (лат. Depressaria depressana), — вид бабочек из подсемейства плоских молей семейства злаковых молей-минёров (Elachistidae). Вредитель зонтичных овощных культур. Гусеницы повреждают цветущие и плодоносящие растения моркови, укропа, петрушки, сельдерея, пастернака, фенхеля, тмина, аниса и других зонтичных растений.

## Описание

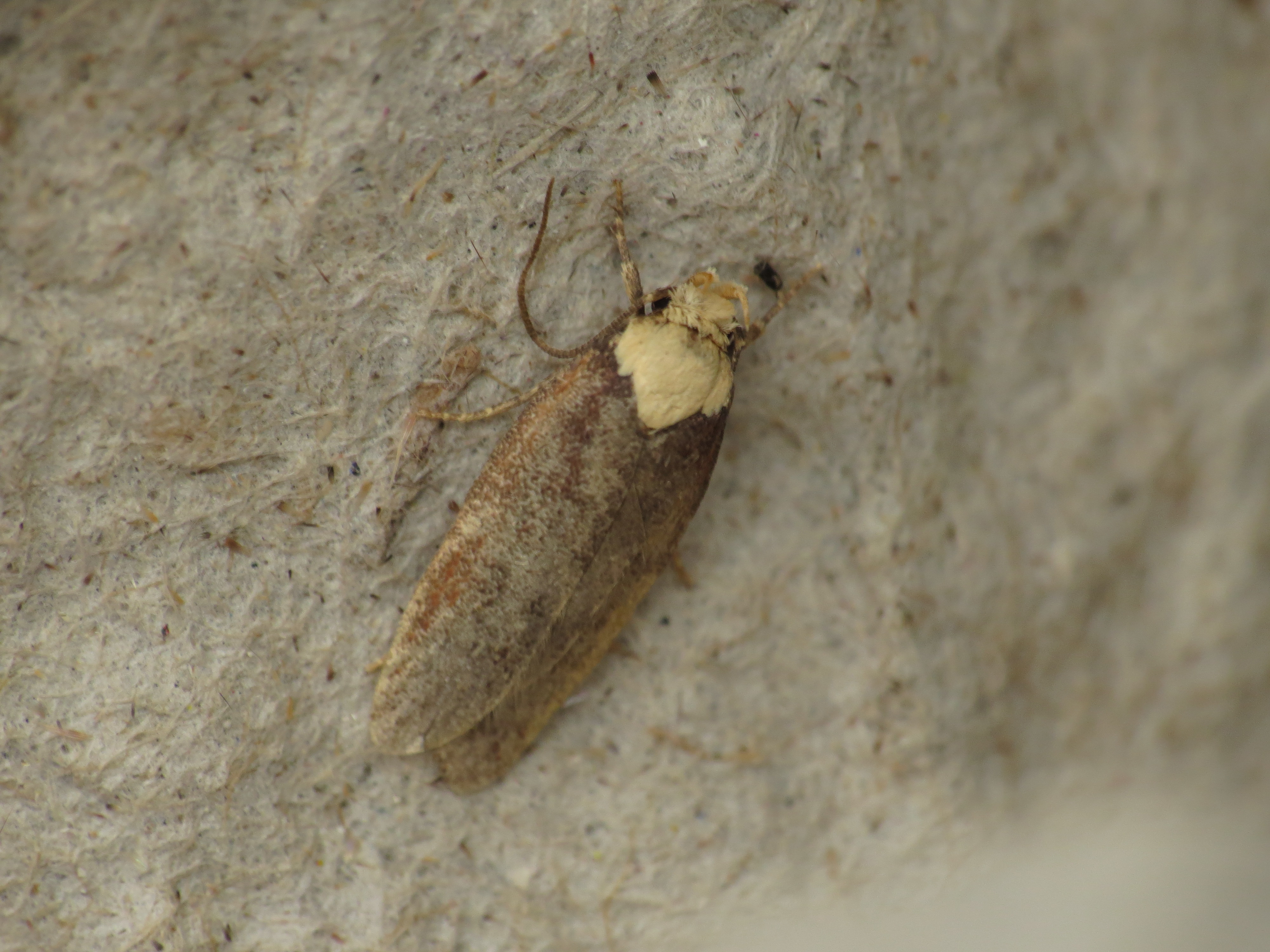

Размах крыльев 13—19 мм. Передние крылья бурого цвета, с небольшим напылением беловатых чешуек, у костального края обычно светлее, красновато-коричневого цвета. Задние крылья серого цвета. Голова и грудь покрыта бледно-желтыми чешуйками. От близкородственных видов отличается окраской передних крыльев, но надежно определяется строением гениталий самцов.

## Ареал
Почти вся территория Европы, Северная Африка, Ближний Восток, Иран, Монголия, европейская часть стран бывшего СССР (включая Северный Кавказ; встречается повсюду, кроме Крайнего Севера), Закавказье (Грузия, Армения), Казахстан, Средняя Азия (Киргизия, Таджикистан), юг Сибири, Алтайский край, Дальний Восток (Приморский край).

## Биология
На севере и в средней полосе за год развивается одно поколение, на Северном Кавказе — два, на юге Украины — до трёх поколений. Перезимовавшие бабочки начинают летать в конце мая — начале июня. Гусеницы в средней полосе появляются во второй половине июня, на Дальнем Востоке — в июле—августе. Бабочки летнего поколения летают в августе — начале сентября, лёт может продолжаться до поздней осени.
После спаривания самка откладывает яйца на соцветия зонтичных растений по одному или группой по 3—11 штук. Одна самка способно отложить более 300 яиц, которые развиваются 4—7 дней.
Яйцо овальное, диаметром 0,5 мм. Вначале бледно-зеленоватого цвета, в дальнейшем светло-оранжевого. Гусеница длиной 10—13 мм, бурого цвета с красноватым оттенком. Промежутки между сегментами тела гусеницы — зеленоватые. Голова и грудные ноги — чёрные. Тело гусеницы покрыто белыми щитками, несущими по одному—два волоска.
Гусеницы питаются незрелыми семенами, перегрызают цветоножки и объедают бутоны и цветы, оплетая соцветия паутиной. При недостаточном количестве цветков и семян гусеницы могут также питаться листьями.
Куколка длиной 5—8 мм. Сперва её окраска зеленовато-желтая, позднее она становится красновато-бурая. На конце брюшка куколки имеется 26 толстых щетинок. Зимуют бабочки. Окукливаются гусеницы в местах питания в паутинных коконах. Стадия гусениц длится 2—3 недели, куколки — 7—10 дней.

## Хозяйственное значение
Гусеницы иногда могут существенно вредить зонтичным растениям: кориандра, укропа, моркови, аниса, фенхеля, тмина, кмина (Cuminum cyminum), сельдерея, петрушки, пастернака, борщевика и др.